# Marianne Scheja
Ulla Marianne Scheja Fransson (ursprungligen Brinkendal), född 1 maj 1961 i Falkenberg, är en svensk skådespelare, regissör, manusförfattare, TV-producent och terapeut.
Marianne Scheja Fransson har kombinerat ett mångsidigt konstnärligt och vårdande arbete genom åren. 1980-82 utbildade hon sig till och arbetade en tid som sjuksköterska. Hon verkade även som fotomodell, vilket ledde henne till en scenskoleutbildning på William Esper Institute i New York 1984-87, varefter hon medverkade i ett antal teaterproduktioner och filmer/TV-serier i USA. I Sverige har hon bland annat medverkat i filmer som Jungfruresan (1988), Den ofrivillige golfaren (1991) och Bröllopsfotografen (2009). Hon studerade litteraturvetenskap vid Stockholms universitet 1988–1989 och utbildning i manusförfattande vid Dramatiska Institutet 1991–1992. Scheja är grundutbildad behandlare i KBT- kognitiv beteendeterapi  och beroendebehandling på Karolinska Institutet  2009–2011. 
Sedan 1990-talet har hon främst arbetat med TV-mediet som skådespelare och manusförfattare till exempelvis Rederiet, Du bestämmer och Skilda världar. Hon har även verkat som regissör/regiassistent för serier som OP7 på Kanal 5 och Blåsningen på TV3 samt TV-producent/inslagsproducent för olika TV-produktioner och dokumentär-reportage.
Marianne Scheja har, utöver medverkan i ett flertal teaterproduktioner som Anton Tjechovs Frieriet i Per Ragnars regi och Donna Juanna skriven och regisserad av Paula Ternström, även skrivit och spelat i egna teaterpjäser som Min syster (tillsammans med Eva Callenbo 1992), science fiction-pjäsen Liv rädd (1994) och könsrollsmonologen Vem styr musen? (2004), vilken fortfarande spelas i Stockholm och på turné runt om i landet, samt Gift med alla (2012), som hon och Lars Franson skrivit och spelade ihop. 1999 var hon medgrundare av UM Film och produktionsbolaget Kosmonaut och år 2006 startade hon Agreement AB tillsammans med Iréne Knopff.
År 2000 började hon fördjupa sig inom vårdyrket med studier och arbete inom relations- och familjeterapi och verksamhet som behandlare med kognitiv beteendeterapi för framförallt unga personer med problem som autism och aspergers syndrom, där hon kombinerar behandlingen med inslag av teaterterapi och en gemensam teaterensemble, Astroteatern. Hon är även föredragshållare och ledarskapsutvecklare, bland annat inom Akademin för det uttrycksfulla ledarskapet.
I sitt tidigare äktenskap med pianisten Staffan Scheja är hon mor till skådespelaren och musikproducenten/sångerskan Rebecca Scheja och musikproducenten Leonard Scheja.

## Film och TV (urval)
- 2015 - Den som får finnas (tidigare Den som inte får finnas)
- 2012 – Portkod 1321
- 2012 – Fotbollsdoktorn (dokumentär-drama)
- 2009 – Bröllopsfotografen
- 2005 – Under cover (TV-serie)
- 2005 – Outsiders (TV-serie)
- 2004 – Izabellas bröllop (TV-serie)
- 2003 – Avstigning för samtliga (kortfilm)
- 2003 – Döm själv (TV-serie)
- 2000 – Mullvaden (TV-serie)
- 1998 – I nöd eller lust (TV-serie)
- 1997 – OP7 (TV-serie)
- 1997 – Blåsningen (TV-serie)
- 1996 – Skilda världar (TV-serie)
- 1996 – Sånt är livet
- 1994 – Du bestämmer (TV-serie)
- 1993 – Rederiet (TV-serie)
- 1991 – Den ofrivillige golfaren
- 1989 – Hassel – Säkra papper (TV-serie)
- 1988 – Jungfruresan
- 1988 – Bright Lights Big City
- 1987 – Magic Sticks
- 1986 – Seize the Day